# 周先旺
周先旺（1962年11月—），男，土家族，湖北建始人，现任中华人民共和国湖北省政协党组成员。1980年9月参加工作，1987年1月加入中国共产党。湖北大学行政管理专业和中共中央党校在职经济管理专业毕业。曾任中共黄石市委书记，湖北省人民政府副省长，武汉市人民政府市长、湖北省政协副主席。现任中国人民政治协商会议第十四届全国委员。

## 生平

### 基层经历
1980年12月，在湖北省建始县青花公社党委办公室工作。1984年5月，历任共青团建始县高坪区委书记、共青团建始县委副书记、中共建始县红岩镇委副书记兼镇长、建始县人民政府副县长、县政府党组成员。1994年1月，任共青团恩施州委书记。1995年9月，任中共宣恩县委副书记、代县长、县长。1998年4月，任恩施州副州长、州政府党组成员。

### 省地任职
2002年12月，任中共恩施州委副书记、代州长及州政府党组书记。2003年2月，任中共恩施州委副书记、州长及州政府党组书记。
2008年2月，任湖北省商务厅长、党组书记、湖北省外商投资办公室主任。2012年12月，任中共黄石市委书记。2017年3月30日，任湖北省人民政府副省长。

### 武汉市长
2018年9月7日，任中共武汉市委副书记、武汉市人民政府市长。
2019冠状病毒病疫情暴发后，包括武汉市委书记马国强、市长周先旺在内的武汉市党政领导层被指对疫情反应迟缓。在1月27日接受央视新闻采访时，周先旺为此表示他们确实有信息披露不及时的一面，“对突发事件的管理，我们这方面能力还需要提高。” 同时他还表示，“它是传染病，传染病有《传染病防治法》，必须依法披露，作为地方政府，我只有在获得信息之后，授权之后才能披露。这一点在当时很多人不理解。”“后来，特别是1月20日国务院召开常务会议……要求属地负责，在这之后，我们的工作就主动多了，”“我们认为只要有利于疾病的控制，只要有利于人类生命安全，马国强说我们承担什么责任都可以，因为关门人民群众对我们有意见，我们革职以谢天下，只要把疫情控制好我们都愿意。”诸如美国之音等媒体藉此认为周先旺试图对自己的前期错误进行“甩锅”或是想借此暗示中央政府应对隐瞒疫情负责。

### 省政协
2021年1月22日武汉市十四届人大常委会第三十五次会议召开，会议同意周先旺提出的辞去市长之职的请求，周先旺之后调任为湖北省政协副主席、党组成员。2023年1月，换届不再担任湖北省政协副主席。

### 被调查
2025年7月8日，中央纪委国家监委网站发布消息称，周先旺涉嫌严重违纪违法，正接受中央纪委国家监委纪律审查和监察调查。